# Sociedad Deportivo Quito
Maillots
La Sociedad Deportivo Quito est un club équatorien de football basé à Quito.

## Palmarès
- Championnat d'Équateur de football (5)
  - Champion : 1964, 1968, 2008, 2009, 2011
  - Vice-champion : 1985, 1988, 1997

## Anciens joueurs
- Marlon Ayovi
- Raul Guerron

## Aspects économiques et financiers

### Équipementiers
- 1995-1996 :  Soccer
- 1997-1998 :  Lotto
- 1999-2000 :  Reebok
- 2001 :  Lotto
- 2002-2007 :  Puma
- 2008-2011 :  Diadora
- 2012-2015 :  Fila
- 2016- :  New Balance

### Sponsors principaux
- 1986 :  Banco Ecuatoriano de Desarrollo
- 1987-1990 : Aucun sponsor
- 1991-1992 :  Banco de Préstamos
- 1993 : Aucun sponsor
- 1994-1995 :  Ford &  Quito Motors
- 1996 :  Textiles del Pacífico
- 1997-1998 :  Tripetrol
- 1999-2005 :  Pilsener
- 2006 : Aucun sponsor
- 2006-2007 :  Movistar
- 2007 :  Cybercell
- 2008 : Aucun sponsor
- 2008 :  U&S Uribe y Schwarzkopf Planificación y Construcción
- 2008 (Copa Sudamericana 2008) :  AeroGal
- 2009 : Aucun sponsor
- 2009 :  U&S Uribe y Schwarzkopf Planificación y Construcción
- 2010 :  Universidad Internacional SEK Ecuador
- 2010 :  Uribe y Schwarzkopf Planificación y Construcción
- 2011-2013 :  Pepsi
- 2014 :  Prima Electronics
- 2015 :  Panadería La Unión
- 2016- :  Carli Snacks